# Rorea
Rorea es un género de arañas araneomorfas pertenecientes a la familia Amphinectidae. Se encuentra en Nueva Zelanda.

## Especies
Según The World Spider Catalog 12.0:
- Rorea aucklandensis Forster & Wilton, 1973
- Rorea otagoensis Forster & Wilton, 1973